# Jiangchuan
Jiangchuan léase Chiáng-Chuán (en chino:江川区, pinyin: Jiāngchuān qū) es un distrito urbano bajo la administración directa de la ciudad-prefectura de Yuxi. Se ubica al este de la provincia de Yunnan, sur de la República Popular China. Su área es de 850 km² y su población total para 2010 fue +200 mil habitantes.
El distrito tiene la costa sur del lago Fuxian y en su territorio se encuentra en total el lago Xinyuan entre varios embalses.

## Administración
En diciembre de 2015 el condado de Jiangchuan se niveló a distrito dividiéndose en 7 pueblos que se administran en 5 poblados y 2 villas.